# Sverigecupen i handboll
Sverigecupen är en handbollstävling i Sverige för distriktsförbundslag på ungdomsnivå som för första gången arrangerades 1983. Den arrangeras av Svenska Handbollförbundet i samarbete med IFK Nyköping. 1983–2013 arrangerades den av Svenska Handbollförbundet i samarbete med Katrineholms AIK, i Duveholmshallen i Katrineholm.
Turneringen har en flick- och en pojkklass och spelas varje år. Endast ungdomar som ska fylla eller har fyllt 15 får delta.

## Riksläger
På Sverigecupen är den aktuella årskullens förbundskapten (för U18-damlandslaget/U19-herrlandslaget) på plats tillsammans med flera personer som representerar Svenska Handbollförbundet, för att "scouta" efter talangfulla spelare som de sedan tar ut till Riksläger 1 och senare Regionläger.